# Binnenhandelsstatistik
Die Binnenhandelsstatistiken sind die amtlichen Statistiken, die sich mit dem Handel von Waren durch Handelsunternehmen und Handelsvermittler innerhalb eines Staates befassen.
In den Binnenhandelsstatistiken unterscheidet man zwischen dem Großhandel, der Handelsvermittlung, dem Kfz-Handel und -Reparaturen sowie dem Einzelhandel. Der Großhandel umfasst den Handel von Waren von Großhändlern an Einzelhändler. Hierzu zählt auch der Handel mit ausländischen Handelsunternehmen, das heißt der Export. Zum Einzelhandel zählt der Absatz von Waren überwiegend an Privatpersonen.
Die Binnenhandelsstatistiken bestehen aus der monatlichen Konjunkturerhebung, die Entwicklungen des Umsatzes und der Beschäftigten mit Hilfe von monatlichen, viertel-/halbjährlichen und jährlichen Messzahlen und Veränderungsraten misst. Insbesondere die monatliche Erhebung im Einzelhandel gilt als der Indikator für den privaten Konsum in Deutschland. Strukturinformationen über den Binnenhandel, wie zum Beispiel Umsatzhöhen, Kosten und betriebswirtschaftliche Kennzahlen, stellt die Jahreserhebung bereit. Die statistischen Ergebnisse erscheinen in der Regel in dem Zeitraum Juli/August eines Jahres.